# 坂西美香
坂西 美香（さかにし みか、1986年10月22日 - ）は、さんいん中央テレビのアナウンサー。埼玉県春日部市育ち。

## 経歴・人物
身長155cm。血液型O型。
趣味はドライブ。
特技は、水泳・そろばん・ピアノ・フルート・料理。
英検準二級・秘書検定二級・珠算検定二級・自動車普通免許の資格を持つ。
出産を機に、食育インストラクターの資格も取得した。
京華女子中学・高校を卒業。
中学・高校と吹奏楽部に所属し、フルートのほかマーチングではカラーガードを担当していた。
高校卒業後、成蹊大学法学部政治学科に進学。
2010年、山陰中央テレビにアナウンサーとして入社。
同じ大学・学部の出身者には高島彩がいた。
入社後はニュースキャスターのほか、情報番組のリポーターや特別番組、イベント司会など幅広く担当している。
初めてのインタビューは大学の先輩で俳優の中井貴一である。
2019年8月からは産休育休に入っていたが、2020年7月に職場復帰した。

## 現在の担当番組
- FNN Live News days 〈2020年7月～〉（山陰のニュース）
- TSK Live News イット！（現場取材、リポート）

## 過去の担当番組
- 週刊・ヤッホー!リポーター

- FNNスピーク（山陰ローカルのニュース)
- TSKスーパーニュース
- TSKみんなのニュースキャスター（2015年3月30日 - ）

- プライムニュースさんいんキャスター

- なるほど！吉田くんのしまねゼミ(リポーター)（2017年 - ）